# Sant Climenç (Pinell de Solsonès)
Sant Climenç és una de les cinc entitats de població del municipi de Pinell de Solsonès, a la comarca catalana del Solsonès. És el poble més important del municipi (hi ha la seu de l'ajuntament i l'única escola del terme municipal) i l'únic que té un nucli de poblament agrupat a redós del castell i de l'església. Aquest nucli té l'estructura de vila closa i es troba a uns 800 m. d'altitud.

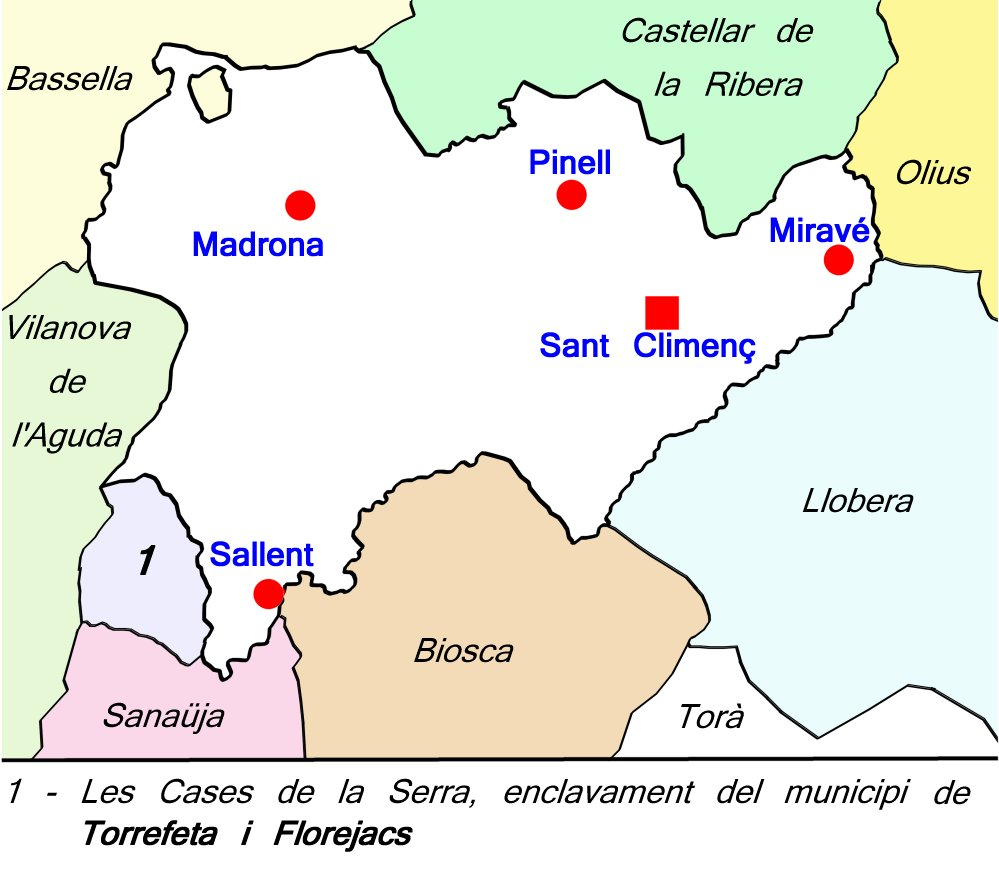
Mapa del municipi de Pinell de Solsonès amb les seves entitats de població i els municipis limítrofs.

## Demografia

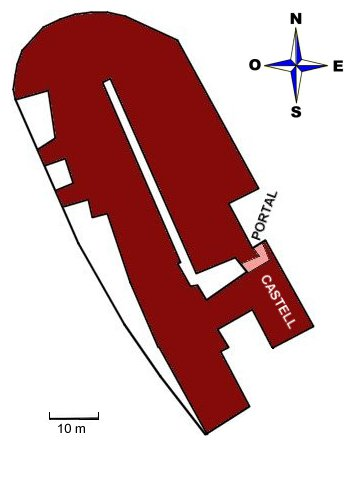
Planta de la vila closa de Sant Climenç.

| Evolució demogràfica |            |            |            |                   |                   |                   |       |
| Any                  | Nucli urbà | Nucli urbà | Nucli urbà | Poblament dispers | Poblament dispers | Poblament dispers | Total |
| Any                  | Homes      | Dones      | Total      | Homes             | Dones             | Total             | Total |
| 2000                 | 32         | 26         | 58         | 31                | 28                | 59                | 117   |
| 2001                 | 32         | 25         | 57         | 29                | 27                | 56                | 113   |
| 2002                 | 32         | 25         | 57         | 28                | 21                | 49                | 106   |
| 2003                 | 30         | 25         | 55         | 27                | 22                | 49                | 104   |
| 2004                 | 30         | 23         | 53         | 30                | 27                | 57                | 110   |
| 2005                 | 30         | 26         | 56         | 30                | 26                | 56                | 112   |
| 2006                 | 28         | 26         | 54         | 30                | 24                | 54                | 108   |
| 2007                 | 24         | 25         | 49         | 33                | 29                | 62                | 111   |
| 2008                 | 27         | 22         | 49         | 32                | 30                | 62                | 111   |
| Font: INE            |            |            |            |                   |                   |                   |       |

## El poblament
Com es pot veure en la taula demogràfica anterior, gairebé la meitat de la població del terme resideix al nucli de Sant Climenç. La resta viu en masies.

## Història
- 1199: Un tal Ponç de Pinell dona a Guillem, espòs de la seva filla Ermessenda, els castells de Pinell, Mirabé i Sancto Clemente.
- 1375: El lloc figura com a domini dels Cardona.
- 1343: El senyoriu de Sant Climenç recau a la nissaga dels Junyent.
- 1411: El [senyoriu de Sant Climenç passa a la nissaga dels Ferrer.
- 1521: La nissaga dels Rovira exerceix la titularitat del senyoriu de Sant Climenç.[2]
- 1909: L'església de Sant Climenç assoleix la categoria d'església parroquial. Fins llavors havia estat una sufragània de Sant Pere de Mirabé.[3]

### Jaciments arqueològics
Aquesta és la llista dels jaciments del terme de Sant Climenç inclosos a l'Inventari del Patrimoni Arqueològic de la Generalitat de Catalunya:
- Coïns

Tipus de jaciment: Lloc d'enterrament. Inhumació col·lectiva. Cista.
Cronologia: Des de Calcolític a Bronze (-2200 / -650).
- Llorenç 1

Tipus de jaciment: Lloc d'enterrament. Inhumació.
Cronologia: Calcolític (-2200 / -1800).
- Llorenç 2

Tipus de jaciment: Lloc d'enterrament. Inhumació.
Cronologia: Calcolític (-2200 / -1800).
- Llorenç 3

Tipus de jaciment: A l'aire lliure.
Cronologia: Desconeguda.
- Llorenç 4

Tipus de jaciment: Lloc d'enterrament. Inhumació. Aïllat.
Cronologia: Desconeguda.

### Edificis històrics
Aquesta és la llista d'elements arquitectònics del terme de Sant Climenç que han estat que estan inclosos a l'Inventari del Patrimoni Arquitectònic de Catalunya Arxivat 2011-04-19 a Wayback Machine.:
- Antiga capella de Sant Ermengol
- Capella de Coïns.

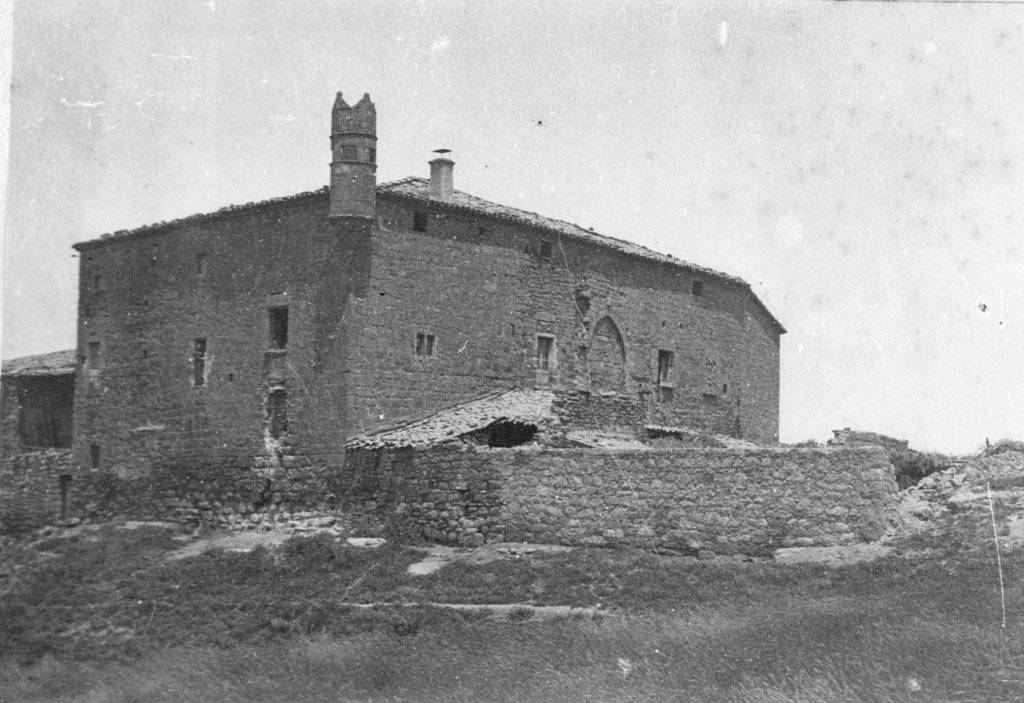
Castell de Sant Climenç entre 1890 i 1923

-  de l'Ascensió (o capella de Sant Ermengol).
- Capella de Llorenç.
- Capella de Santa Maria del Puit (o Nostra Senyora dels Remeis).
- Carrer mossèn Jaume Caelles.
- Castell de Sant Climenç.
- Ermita de Santa Magdalena de Cal Setó.
- Església de Sant Climenç.
- Torre Molí de Vent.
- Masia el Puit.
- Portal al carrer M. Jaume Caelles.

### Sant Climenç al Madoz
Al Diccionario de Pascual Madoz publicat a Madrid el 1847, Sant Climenç no hi apareix amb article propi. És possible que això sigui degut al fet que en l'època en què es va redactar el monumental treball, Sant Climenç encara no tingués ajuntament, però que en la Llei sobre l'organització municipal publicada el 20 de gener de 1845 en quedés constituït perquè en el quadre estadístic que s'hi publica a propòsit del partit judicial de Solsona (pàg. 431 del Volum XIV) sí que hi consten, entre d'altres, les següents dades:
| Estadístiques municipals de San Climens |          |          |                  |                  |   |                                     |                                     |  |                   |                   |
| POBLACIÓ                                | POBLACIÓ |          | COMP. AJUNTAMENT | COMP. AJUNTAMENT |   | EXÈRCIT Joves allistats a l'edat de | EXÈRCIT Joves allistats a l'edat de |  | RIQUESA IMPOSABLE | RIQUESA IMPOSABLE |
| Veïns                                   | 7        | Alcalde  | 1                | 18 anys          | 1 | Territorial (rals / veí)            | 13.777                              |  |                   |                   |
| Habitants                               | 25       | Tinent   | -                | 19 anys          | - | Industrial (rals / veí)             | 2.340                               |  |                   |                   |
| Contribuents                            | 7        | Regidors | 2                | 20 anys          | 1 | Consum (rals / veí)                 | 536                                 |  |                   |                   |
|                                         |          | Síndics  | 1                | 21 anys          | - | TOTAL                               | 46.653                              |  |                   |                   |
| Suplents                                | 3        | 22 anys  | -                |                  |   |                                     |                                     |  |                   |                   |
|                                         |          | 23 anys  | -                |                  |   |                                     |                                     |  |                   |                   |
| 24 anys                                 | 1        |          |                  |                  |   |                                     |                                     |  |                   |                   |